# 格尔木南站
格尔木南站位于青海省格尔木市郭勒木德镇，是中国铁路青藏集团管内最大的编组站，承担青藏铁路、敦格铁路、格库铁路上列车的编组作业。车站于2016年4月开工建设，2021年4月15日投入使用；同步启用的还有格尔木机务段格南机务折返所。车站建成后，经过格尔木的列车将实现“客货分离”；未来本站将成为中国西部地区重要的区域性编组站。
车站总建筑面积约7.02万平方米，设一级三场，上行到发场7股道，下行到发场6股道，调车场14股道，道岔135组。未来车站将扩建为二级四场。